# She's Funny That Way
She's Funny That Way (prt: Ela é Mesmo... o Máximo; bra: Um Amor a Cada Esquina) é um filme de comédia maluca de 2014, dirigido por Peter Bogdanovich e co-escrita com Louise Stratten. O filme é estrelado por Owen Wilson, Imogen Poots, Kathryn Hahn, Will Forte, Rhys Ifans e Jennifer Aniston.
O filme teve um lançamento limitado nos Estados Unidos e foi lançado por meio de vídeo sob demanda em 21 de agosto de 2015, pela Lionsgate Premiere.

## Enredo
No The Barclay Hotel Broadway, o diretor Arnold Albertson (Owen Wilson) faz o check-in, sob o pseudônimo "Derek". Ele liga para uma agência de acompanhantes e contrata a garota de programa "Glo", de nome real Izzy Patterson (Imogen Poots). Ele a leva para um "encontro noturno", bebidas, jantar e um passeio de carruagem de volta ao hotel. "Derek" diz a ela que é um romântico e pergunta o que ela quer fazer da vida. "Glo" sonha em ser atriz. Eles voltam para o hotel e acabam na cama juntos. "Derek" oferece a ela $30,000 para deixar de ser acompanhante e se concentrar em sua carreira de atriz. Arnold, que é casado e tem dois filhos, fica entusiasmado ao ajudar garotas de programa a mudar sua vida. Como "Derek", ele fez isso muitas vezes. Se ele esbarra neles, dá uma desculpa e vai embora.
Izzy recebe um telefonema de seu agente. Ela marcou uma audição para o dia seguinte na nova peça de Arnold Albertson. A audição começa mal, mas Izzy oferece uma audição incrível. Um dramaturgo muito impressionado Joshua Fleet (Will Forte) convida Izzy para jantar, apesar de ele estar namorando Jane Claremont (Jennifer Aniston), que por acaso é a terapeuta de Izzy. Ele também cancela o encontro com Jane para jantar. Enquanto isso, o juiz Pendergast (Austin Pendleton) é outro cliente de Izzy e também paciente de Jane Claremont. Ele está obcecado por Izzy e contrata o detetive particular Harold Fleet (George Morfogen), que por acaso é o pai de Joshua, para segui-la.
Em um restaurante italiano local naquela noite, Harold vê Izzy com seu filho Joshua. Jane chega com seu cliente, o juiz Penderast, que vê Joshua com Izzy. Jane dá um soco no rosto de Joshua e sai do restaurante, rapidamente perseguida pelo juiz Pendergast. Izzy vê Arnold e tenta escapar pela janela do banheiro, mas Delta a pega e a traz de volta para o restaurante. O disfarce de Izzy está quase explodido quando Seth chega com Frankie (Ren Croney), um colega de trabalho de Izzy. Mesmo que ele esteja naturalmente inseguro sobre dar o papel a Izzy, Arnold cede e concorda que Izzy deu a melhor audição e ela recebeu o papel.
Delta descobre na Barney's Department Store que Arnold tem contratado acompanhantes quando ela ouve Margie (Jennifer Esposito), outra ex-acompanhante que Arnold ajudou, agradecendo profusa e indiscretamente. Joshua descobre sobre Izzy quando o juiz Pendergast confronta os dois enquanto eles estão em um encontro; ela foge antes que ele possa falar com ela. Arnold convida Izzy de volta ao seu quarto de hotel para conversar. Delta vai ver Seth de volta em seu hotel Barclay (ele há muito professou seu amor por ela) para se sentir confortável, mas encontra outra garota de programa escondida em seu banheiro. Ela então entra no quarto de hotel de Arnold, apenas para encontrar Izzy se escondendo em seu banheiro.
Todos se encontram dia seguinte, apesar da tensão. Delta faz questão de beijar Seth apaixonadamente enquanto ensaia. O pai de Izzy aparece procurando os homens que pagaram sua filha para fazer sexo. Jane aparece para causar uma cena e identifica Arnold, Seth e Joshua como clientes de Izzy. Durante a comoção, Seth e Jane se olham nos olhos. A peça começa com grande aclamação. Em uma entrevista algum tempo depois, Izzy disse que terminou a peça em uma semana porque as esposas de Long Island não estão interessadas em ver uma peça sobre garotas de programa. Mesmo assim, ela chamou a atenção de um homem de Hollywood e, desde então, obteve sucesso como atriz de cinema. Ela e Joshua se separaram; ela agora está namorando Quentin Tarantino. Seth e Jane ainda estão namorando. O juiz Pendergast foi preso; sua esposa agora está namorando Harold Fleet. Arnold agora trabalha para uma instituição de caridade doando grandes somas de dinheiro para causas femininas.[carece de fontes?]

## Elenco
- Owen Wilson como Arnold Albertson
- Imogen Poots como Isabella "Izzy" Patterson
- Kathryn Hahn como Delta Simmons
- Will Forte como Joshua Fleet
- Rhys Ifans como Seth Gilbert
- Jennifer Aniston como Jane Claremont
- Austin Pendleton como juiz Pendergast
- George Morfogen como Harold Fleet
- Cybill Shepherd como Nettie Patterson
- Richard Lewis como Al Patterson
- Sydney Lucas como Josie Albertson
- Debi Mazar como Vickie, uma madame e ex-prostituta que Arnold ajudou
- Illeana Douglas como Judy
- Jennifer Esposito como Margie, uma ex-prostituta que Arnold ajudou
- Tovah Feldshuh como Sra. Miriam Pendergast
- Joanna Lumley como Vivian Claremont
- John Robinson como Andre
- Ahna O'Reilly como Elizabeth, uma ex-prostituta que Arnold ajudou
- Lucy Punch como prostiuta
- Poppy Delevingne como a recepcionista do Macy's
- John Tormey como vendedor de cachorro-quente

### Participações especiais
- Tatum O'Neal[11]
- Jake Hoffman
- Graydon Carter[12]
- Quentin Tarantino[13]
- Colleen Camp[14]
- Michael Shannon[15]

## Produção

### Desenvolvimento
She's Funny That Way se originou de um roteiro escrito pelo diretor Peter Bogdanovich e sua ex-mulher Louise Stratten entre 1999 e 2000. Bogdanovich e Stratten, que estavam em dificuldades financeiras na época tentando comprar de volta They All Laughed (1981), decidiram escrever uma comédia para elevar seus espíritos. Enquanto escrevia o roteiro, Bogdanovich foi inspirado por um incidente em Cingapura durante o tempo em que estava filmando Saint Jack em 1978, onde ele pôde conversar com muitas prostitutas depois de contratá-las para seu filme. Ele lhes daria mais dinheiro do que seu salário para que deixassem o negócio da prostituição. O roteiro foi originalmente intitulado Squirrels to the Nuts, mas devido a muitas pessoas interpretá-lo mal como um filme infantil, Bogdanovich mudou para She's Funny That Way. ("Squirrels to the Nuts" é uma fala frequentemente usada no filme, tirada do filme Cluny Brown de 1946). Bogdanovich escreveu originalmente o papel de Arnold Albertson para John Ritter, mas devido à sua morte, ele arquivou o projeto. Bogdanovich mais tarde tornou-se amigo de Owen Wilson, apresentado a ele por Wes Anderson, e ele decidiu mudar aspectos do personagem de Albertson: todas as piadas físicas destinadas a Ritter foram alteradas para piadas verbais para se adequar a Wilson. Em 2010, os protegidos de Bogdanovich—Anderson e Noah Baumbach—ofereceram seu apoio para que o filme fosse feito, concordando em atuar como produtores executivos.

### Elenco
Quando o roteiro foi originalmente escrito, Bogdanovich imaginou John Ritter, Cybill Shepherd e a co-escritora Louise Stratten nos papéis principais. Em 2012, quando o filme foi anunciado oficialmente, Wilson, Brie Larson e Olivia Wilde foram contratados para os papéis principais. Larson faria o papel da garota de programa que virou atriz ingênua e Wilde faria o papel de seu terapeuta. Jason Schwartzman também estava em negociações para interpretar o namorado dramaturgo de Wilde. Devido a atrasos na produção, Wilson é o único ator a permanecer com o projeto. Em fevereiro de 2013, foi anunciado que Jennifer Aniston substituiria Wilde no papel do terapeuta, ao mesmo tempo em que Kathryn Hahn, Cybill Shepherd e Eugene Levy foram anunciados como membros do elenco. Aniston foi inicialmente oferecido o papel de Delta Simmons, esposa de Arnold Albertson, mas ela preferiu o papel do terapeuta, no qual ela foi escalada. Apesar do início das filmagens em 11 de julho de 2013, Imogen Poots e Richard Lewis foram anunciados para os papéis de ingênua e seu pai em 22 de julho, com Will Forte assumindo o papel de dramaturgo por dois dias mais tarde. Na mesma semana, Joanna Lumley, Debi Mazar, Rhys Ifans, Lucy Punch, Ahna O'Reilly, e Jake Hoffman foram anunciados no elenco.

### Filmagens
A fotografia principal durou 29 dias, começando em 11 de julho de 2013, na cidade de Nova York.

### Música
Em 15 de julho de 2014, Edward Shearmur foi contratado para a trilha sonora do filme, substituindo Stephen Endelman, que já havia gravado a música para o filme no momento do anúncio.

## Lançamento
She's Funny That Way estreou no 71º Festival Internacional de Cinema de Veneza em 29 de agosto de 2014. Em 12 de setembro, foi comprado pela Clarius Entertainment no Festival Internacional de Cinema de Toronto de 2014. Uma exibição no Festival Internacional de Cinema de Tóquio foi agendada para o final de outubro. Em janeiro de 2015, o filme foi exibido no Festival Internacional de Cinema de Palm Springs.
O filme foi originalmente agendado para 1º de maio de 2015, com lançamento nos cinemas de todo o país, mas a Clarius Entertainment retirou o filme da programação. No entanto, em 2 de junho de 2015, a Lionsgate Premiere adquiriu o filme depois que a Clarius Entertainment abandonou o filme por razões desconhecidas. O filme foi lançado nos Estados Unidos em 21 de agosto de 2015, em cinemas selecionados e por meio de vídeo sob demanda.

## Recepção
O filme recebeu críticas mistas da crítica americana. O site de agregação de resenhas Rotten Tomatoes dá ao filme uma pontuação de 44%, com base nas resenhas de 96 críticos, com uma classificação média de 5,27/10. O consenso crítico do site afirma: "She's Funny That Way é uma volta afetuosa e cheia de talento às comédias malucas do passado - o que torna ainda mais frustrante que as risadas sejam decepcionantemente raras." O Metacritic dá ao filme uma pontuação de 45 em 100, com base nas análises de 25 críticos, indicando "análises mistas ou médias".

### Premiações
| Prêmio        | Categoria                  | Destinatário     | Resultado | Ref                 |
| ------------- | -------------------------- | ---------------- | --------- | ------------------- |
| Jupiter Award | Melhor Atriz Internacional | Jennifer Aniston | Indicado  | [carece de fontes?] |